# Ampelsari (Petanahan)
Ampelsari is een bestuurslaag in het regentschap Kebumen van de provincie Midden-Java, Indonesië. Ampelsari telt 1631 inwoners (volkstelling 2010).